# Aechmea pseudonudicaulis
Aechmea pseudonudicaulis är en gräsväxtart som beskrevs av Elton Martinez Carvalho Leme. Aechmea pseudonudicaulis ingår i släktet Aechmea och familjen Bromeliaceae. Inga underarter finns listade i Catalogue of Life.